# Храм Падманабхасвами
Храм Падманабхасвами (малаял. ശ്രീ പത്മനാഭസ്വാമി ക്ഷേത്രം; IAST: śṟī patmaṉābhasvāmi kṣētṟaṁ) — индуистский храм Вишну, расположенный в городе Тривандрам (штат Керала, Индия). Входит в число 108 дивьядешам, святых мест паломничества. Храм является одним из самых популярных мест среди вайшнавов. Их привлекает главное божество храма — Вишну, возлежащий в позе Ананта-Шаяна (Anantha Shaiyana) на гигантском многоголовом змее Ананта-Шеше. Из его пупа растёт цветок лотоса с творцом Брахмой, а рядом находятся две супруги, Шри-Деви и Бху-Деви, олицетворяющие материальный и духовный миры.
Считается, что храм воздвигнут в VI веке, однако местное население верит, что святое место существует с 3100 года до н. э. Известный альвар Наммальвар сочинил в честь Падманабхи одиннадцать пашурамов или священных гимнов. Архитектурным «близнецом» храма является Храм Ади Кешава Перумал в Теруваттару, находящийся севернее Тривандрама. Божества обоих храмов почитаются как старший и младший братья.
В 2011 году храм вошёл в Книгу рекордов Гиннесса как самый богатый в мире. Под храмом была открыта сокровищница, наполненная золотом, серебром, драгоценными камнями и другими дарами, поднесёнными Вишну раджами и посетителями на протяжении столетий. Суммарная стоимость сокровищ Храма Падманабхи оценивается в 20 млрд долларов США.

## Храм Падманабхи
В индуизме храм является божественным домом, где человеческая душа встречается с Брахманом, Высшей реальностью. Каждая часть храма, от входных врат до святилища, наполнена символизмом. Стелла Крамриш (1896—1993), американский искусствовед австрийского происхождения, в книге «Индуистский храм» описала храм следующим образом:

Это место встречи и бракосочетания Небес и Земли, где весь мир представлен размерностью [храмовой архитектуры] и доступен для человека… Храм — это конкретная форма (мурти) сущности; как таковая, она является местом жительства и облачением Бога. Каменная кладка — это оболочка (коша) и [его] тело. Храм является памятником проявления [божественного]. Преданный, который приходит в Храм, чтобы посмотреть на него, делает это как «провидец», а не как «зритель».— Kramrisch S. «The Hindu Temple»
Считается, что святое место косвенно упоминается в шести пуранах. В частности, в «Вараха-пуране» Бог отмечает, что живёт на земле к югу от горы Малайя и к северу от океана — которая зовётся Шаянадура. В «Брахма-пуране» Вишну упоминается как Шаянадура-пуруша, а его обитель зовётся городом Шаянадура-пурам. Там же изложена история о храме и мудреце Дивакара. В «Падма-пуране» храм Падманабхи упомянут наряду с другими известными местами паломничества — Матхурой, Тирумалой и Шрирангамом.
Однако наиболее точное упоминание можно найти в произведениях поэтов, влюблённых в Вишну. Иланго Адигал, автор «Силаппатикарама» (истории о ножном браслете), одного из пяти великих эпосов тамильской литературы, упоминает божество. Это позволяет датировать храм между IV и VII веками. В сборнике «Дивья-прабандха» альвар Кулашекхара прямо ссылается на Храм Шри Падманабхасвами. Наммальвар в IX веке причислил храм к 108 дивьядешам или главным местам паломничества вайшнавов. Город, где Шри Нараяна-Бхагаван правит, преисполненный радости как Ананта-Шаяна, он именовал Анандапуром. Падманабха упоминается в стихах поэтессы Андаль, единственной женщины среди альваров, жившей между VIII и IX веками. В поэме «Тируппавей» (Tiruppāvai) в каждом из пяти стихов она упоминает имена Вишну и его божественные качества (гуны), отражённые в именах. В первом стихе Вишну предстаёт Нараяной, во втором — Параманом, в третьем — Уттаманом, в четвёртом — Падманабхой и, наконец, в пятом — Дамодарой.
Андаль описывает Вишну как Падманабху, являющегося первопричиной мира, — вечной причиной всего сущего, живущего вечно вне времени. Андаль взывает к дождю и описывает его эпитетами и атрибутами Вишну:

Возлюбленный дождь, ничего не скрывай от нас.

Ты, начерпав воды в океане, вздымаешься ввысь сытым и полным:

Твоё тело темное, подобно цвету изначального Господа,

Сверкни, как пламенная чакра-диск,

Звучи как [священная раковина с правыми витками] «Валампури»

В руке Падманабхи,

Чьи плечи широки и прекрасны.

Как ливень стрел из [лука Вишну] «Шарнга»,

Дождь пролей, чтобы мы могли купаться в месяце маргажи,

И жить в этом мире, и радоваться.
— Андаль, поэма «Тируппавей», стих 7.10
Она также заканчивает поэму и подписывается под своим произведением: «Котаи (другое имя Андаль) Вишну-читты, господина священнослужителей прекрасного Путувая (современного города Шривиллипуттура), города известного и славного, спела эти стихи на тамильском, воспевая близость Падманабхи и его [священной раковины] Панчаджаньи. Все, кто повторяют их, всегда будут рядом с ним». Таким образом, Падманабха как божество был широко известен и почитаем уже до VIII века. В средневековье и позднее в храм совершали паломничество известные святые и подвижники, включая Рамануджу, Мадхвачарью, Нанака, Чайтанью и Вивекананду.
Для большинства посетителей вход в храмовый комплекс проходит через главную раджа-гопурам — семиэтажную башню, являющуюся образцом смешения архитектурных стилей Кералы и Тамилнада. Башня имеет пирамидальную форму и из-за небольшого угла наклона кажется не столько высокой, сколько широкой. Работы по её строительству были начаты ещё в 1565 году, а полностью закончены спустя два столетия, в 1753 году. Главный храм окружает пракарам, четырёхсторонняя галерея с колоннами, идущая вдоль стен храмового комплекса. В храмовом комплексе сохранились около 400 несущих колонн, украшенных барельефами, и окружная стена. Пространство между храмом и внешними стенами заполнено песком, который поглощает воду в сезон дождей и препятствует размыванию почвы. Главный зал храма декорирован гранитными скульптурами. На пути в главный храм находится открытая галерея, мандапа, названная по имени альвара Кулашекхара. Она украшена 36 изысканными скульптурами богини Дипалакшми, или Лакшми, держащей масляные светильники, а также замысловатыми фризами, изображающими природные сцены.
Помимо главного храма, вокруг располагаются небольшие храмы других божеств. К ним относятся Кришна, которому посвящена отдельная святыня, Храм Тирувампади Шри Кришна в образе Партасаратхи, божественного возничего Арджуны; а также Нарасимха, представленный в свирепой форме. Считается, что потомки вришни (к роду которого принадлежал Кришна) привезли гранитный образ Кришны в Южную Индию из Гуджарата. Образ Кришны имеет две руки, одна держит хлыст колесничего, а другая лежит на бедре. Помимо них в храмовом комплексе присутствуют образы Ганеши; Рамы, Лакшмана, Ситы и Ханумана; Айяппы; Вишваксены, а также Шри Кшетра-пала (божества-хранителя храма). Пуджу проводят каждому из перечисленных божеств. Прежде чем войти в главный храм, посетители минуют образы Ханумана и Гаруды. Хануман ежедневно обмазывается несолёным чистым маслом. Считается, что масло, нанесённое во время ритуала на Ханумана, никогда не становится прогорклым. Гаруда в отдельные дни омывается кунжутным маслом. Оба являются спутниками Вишну, их изображения, повёрнутые лицом к Падманабхе, находятся рядом с позолоченной колонной дхваджа-стамбха при входе в храм.
Пуджи в храме проводятся брахманами касты намбудири — высшей касты южноиндийского дравидоязычного народа малаяли. Намбудири считаются наиболее ортодоксальными из всех брахманских каст. Они придерживаются традиции тантры, которая существует только в Керале. Брахманы намбудири, служащие Падманабхе, происходят родом из Иринджалакуда, небольшого городка возле Триссура (Керала), и являются почитателями аватара Парашурамы.
- Виды вокруг храма
- Улица Падманабха-темпл, ведущая к храму
- Главная (восточная) гопурам храма
- Ночной вид со стороны храмового пруда

## Лотосовое божество Падманабхасвами и его даршан
В храме не используется электрическое освещение, только натуральное и масляные светильники. Внутреннее убранство святилища скрывает полутьма, и когда глаза посетителя привыкают к тусклому свету, перед ним предстаёт грандиозная форма Вишну. Его невозможно лицезреть целиком, что метафорично отражает ограниченность человеческого восприятия. Даршан божества Падманабхасвами проходит в три стадии, от головы божества до его стоп. Имя Падманабхи состоит из двух слов: «падма» — лотос, «набха» — пупок. В художественном переводе Падманабху называют «Тот, кто живёт в набхи или в сердце лотоса». Это один из эпитетов Вишну, из пупа которого возник космический лотос (падма) с Брахмой, означающий начало новой эпохи («дня Брахмы»). Окончание «свами» является не чем иным, как уважительным обращением «господин». В «Вишну-сахасранаме» перечисляются имена Вишну, образовавшиеся в результате сравнения его с священными цветами лотоса. Лотосовые эпитеты используются для описания красоты Вишну:
| Номер имени | Имя (рус)        | Имя (IAST)        | Значение                                                                   |
| ----------- | ---------------- | ----------------- | -------------------------------------------------------------------------- |
| 40          | Пушкаракша       | Puṣkarākṣaḥ       | Лотосоокий                                                                 |
| 48          | Падманабха       | Padmanābhaḥ       | Тот, из чьего пупка (набхи) произрастает лотос (падма), источник Вселенной |
| 111         | Пундарикакша     | Puṇḍarīkākṣaḥ     | Тот, чьи глаза подобны лепесткам лотоса                                    |
| 344         | Падми            | Padmī             | Держащий в руке цветок лотоса                                              |
| 345         | Падма-нибхекшана | Padma-nibhekṣaṇaḥ | Тот, чьи глаза подобны лотосам                                             |
| 346         | Падманабха       | Padma-nābhaḥ      | Тот, кто живёт в набхи или в сердце лотоса                                 |
| 347         | Аравиндакша      | Aravindākṣaḥ      | Лотосоокий                                                                 |
| 348         | Падмагарбха      | Padma-garbhaḥ     | Тот, кому поклоняются в сердце лотоса                                      |
| 556         | Пушкаракша       | Puṣkarākṣaḥ       | Тот, кто сияет подобно свету сознания во время медитации на сердце лотоса  |
| 615         | Свакша           | Svakṣaḥ           | Тот, чьи глаза (акша) красивы как цветы лотоса                             |
| 844         | Свасья           | Svāsyaḥ           | Тот, чьё лицо красиво и красновато подобно сердцевине лотоса               |

Мастер йоги Айенгар сравнивает одну из асан в йоге, анантасану, с позой образа Ананта-Падманабхи в Тривандраме. Во время её исполнения тело лежит на боку с вытянутой вверх ногой, чей большой палец удерживает поднятая рука. Считается, что асана благотворно воздействует на область таза, тонизирует подколенные сухожилия, облегчает боли в спине и предотвращает развитие грыжи.
О происхождении образа Падманабхи сохранилось местное предание. Мудрец по имени Дивакара хотел лицезреть Бога и ежедневно совершал пуджу в честь Вишну. Довольный его преданностью, Вишну предстал перед ним в образе очаровательного ребёнка. Мудрец просил ребёнка остаться с ним и тот согласился при условии, что, когда его отчитают, он покинет Дивакару. Ребёнок был непослушным, однако мудрец сохранял спокойствие и снисходительность. Однако, когда Дивакара совершал очередной ритуал, ребёнок засунул священный камень шалаграм себе в рот. Мудреца возмутило неподобающее отношение к священному шалаграму. Тотчас ребёнок сбежал от него, крикнув, что тот сможет найти его в лесу Ананта. Осознав свою ошибку, Дивакара отправился искать лес Ананту. Он шёл несколько дней и однажды вечером услышал, как мать говорит своему ребёнку: хватит плакать или я отправлю тебя в лес Ананта, кишащий ядовитыми змеями! Мудрец узнал у неё, где находится заветный лес, и ночью, вооружившись лампой, добрался до места. Ранним утром он увидел мальчика, сидящего на верхушке высокого дерева. Вмиг дерево рухнуло на землю и превратилось в невероятную божественную форму Ананта-Шаяны. Казалось, она протянулась на многие километры: голова находилась в городе Тирувалламе, тело в Тируванантапураме, а стопы — в Тируппадапураме. Мудрец взмолился, чтобы гигантский образ уменьшился до размера, который можно целиком увидеть. Тот сократился и стал втрое длиннее, чем посох мудреца. Затем божеству предложили найведью — пищу, предлагаемую мурти. После церемонии образ Падманабхи установили в храме.
В храме Вишну представлен Падманабхой, возлежащем на змее Ананта-Шеше, называемом также Ади-Шешей. Змей имеет пять голов с капюшонами, обращёнными внутрь к Падманабхе. Само божество лёжа покоится на змеиных кольцах, пребывая в йогическом сне, йога-нидре. В отличие от традиционного изображения Вишну у Падманабхи две руки. Одна находится в жесте чин-мудра (символизирующая сознание) и покоится на стоящем рядом лингаме Шивы, другая держит цветок лотоса. Творец мира бог Брахма появляется на распускающемся лотосе, который растёт из пупа Падманабхи. Таким образом, бог Шива представлен лингамом, а Брахма — лотосом, вместе с Падманабхой они олицетворяют Тримурти. Тримурти очень популярна в Южной Индии, её представление в храме позволяет верующим обращаться ко всем трём божествам сразу. Две супруги Падманабхи, называемые Шри-деви (счастье и успех) и Бху-деви (процветание и благополучие), сидят возле его ног.
Считается, что основу мурти составляет деревянный образ, некогда обнаруженный мудрецом Диваракой. На малаялам его называют «Кату шаркара йогам» (Kaatu sarkara yogam). Само мурти божества имеет 5,5 метров в длину и состоит из особой каменной смеси. Для его создания потребовалось 12008 священных камней (шалаграмов), собранных столетия назад в реке Гандаки в Непале и доставленных в Тривандрам на слоне. Вместе шалаграмы связывает смесь из восьми натуральных ингредиентов. Лингам Шивы рядом с Падманабхой также создан из Шива-шалаграма-шилы. Мурти освящено в 1739 году в присутствии махараджи Мартанды Вармы. Неподвижное мурти чёрного цвета, или «мула виграха», покрыто специальной аюрведической смесью, которая защищает изваяние от загрязнения и воздействия окружающей среды. Главному божеству не предлагаются ритуальные жертвоприношения, обряды совершаются перед его малым изваянием, переносным мурти. Ритуал абхишека не совершается, поскольку он может изменить его химический состав. Вместо абхишека проводится прокшанам или тантрическое очищение. Ежедневно Падманабхе предлагаются цветы вместе одеждами, которыми покрывают божество. Увядшие цветы с прежней церемонии отряхивают посредством перьев павлина.
Созерцание или получение даршана божества возможно через три дверных проёма. Три дверных проёма символизируют уменьшение формы Вишну, длина которого остаётся в три раза больше в сравнении с посохом мудрец Дивараки. Посетитель святилища поднимается на небольшую рукотворную пристройку и его взору открывается первый проём. В нём он видит лицо Падманабхи и лингам Шивы под его рукой. Проходя дальше, во втором проёме видны супруга Шри-деви, а также бог Брахма на цветке лотоса. Там же стоят меньшие изваяния Падманабхи и двух супруг из драгоценных металлов, предназначенные для проведения ежедневного ритуала абхишека. В третьем проёме видны супруга Бху-деви, стопы божества и возле них мудрец Маркандея. В святилище также находятся образы двух богинь, держащих чамары (ритуальные опахала), ездовой птицы Гаруды, мудреца Нарады, небесного музыканта с лошадиной головой Тумбуру. Кроме того, рядом с Падманабхой присутствуют его шесть божественных оружий, бог солнца Сурья, бог Луны Чандра, саптарши (семь мудрецов), а также пара демонов, Мадху и Кайтабху, которые появились из Вишну, когда тот пребывал в йога-нидре.
- Образы Падманабхи
- Скульптурная композиция в храмовом пруду Падматиртха, повторяющая образ Падманабхи
- Ранганатха, аналогичный образ Вишну, пребывающий в Шрирангаме

Для получения даршана божества необходимо соблюдать правила внешнего вида и быть одетым в традиционную одежду. Женщины-посетители одеты в сари (шальвар-камиз не допускается), для мужчин обязательным является дхоти или саронг. Нижняя часть тела закрывается белым саронгом, верхняя — должна быть открыта. Посещение храма в обуви запрещено, как и во всех индийских храмах. Фотографировать и производить видеосъёмку внутренних интерьеров храма и проносить мобильный телефон также не разрешается. Формально вход в храм ограничен только для верующих индусов. Однако официальное решение махараджи Траванкора от 1936 года гласит, что любой человек, верящий в индуистскую веру, может быть допущен в храм. Белым людям, желающим посетить храм, необходимо получить специально разрешение от матха в городе, а затем от храмовой администрации. По сведениям храмовой администрации, в среднем от 20 до 25 «неиндусов» посещают храм каждый месяц, подписывая заявления, что они верят в Падманабху. В январе 2017 года храм посетила российская эстрадная певица Сати Казанова, которая в 2015 году произвела впечатление на премьер-министра Индии Нарендру Моди, исполнив «Ganesh Vandana», во время его визита в Москву. По данным администрации храма, среди заграничных посетителей преобладают россияне и, в меньшей степени, жители США и Германии. В основном это люди, интересующиеся духовностью, йогой и индусским образом жизни.

## Княжеская семья Траванкора
История храма тесно переплетена с судьбой княжеской династии Траванкора. Считается, что члены княжеской семьи являются потомками альвара Кулашекхара — средневекового правителя, создавшего на территории современной Кералы единое государство. В своё время княжество Траванкор появилось благодаря агрессивной политике основателя династии Мартханды Вармы (1705—1758). Махараджа покорил близлежащие княжества, богатство которых перешли его семье. Завоевания сопровождались массовыми насилием и убийствами. После обретения полноты власти в Южной Индии махараджа желал очиститься от грехов. В знак покаяния в 1750 году он посвятил всё своё княжество Падманабхе. Значительная часть награбленных ценностей была преподнесена божеству в дар. Махараджа получил титул «Шри Падманабхадас», то есть «слуга Падманабхи». Траванкор начал считаться собственностью Падманабхи, а махараджи стали управлять страной от его имени как регенты. В семье правителей выделялся Сватхи Тирунал (Swathi Thirunal, 1813—1846), один из выдающихся махараджей и одновременно музыкальный композитор. Он сочинял произведения о божестве и жертвовал храму значительные суммы денег. В частности, в 1837 году бюджет королевства достигал 3,8 млн рупий, из которых 1,1 млн рупий приходилось на религиозные расходы.
- Ритуальные церемонии Мартанда Вармы в честь Падманабхи (иллюстрации из книги 1878 года).
- Посвящение княжества Падманабхе
- Тула-пуруша: взвешивание и определение суммы пожертвования
- Хираньягарбха: вход в золотое «чрево» и «рождение» из него

Согласно Закону о религиозных организациях Траванкора-Кочина от 1950 года имущество, которым располагают храмы, принадлежит божеству. Однако у каждого храма должен быть свой официальный опекун, распоряжающийся имуществом. В Храме Падманабхи эту роль выполнял махараджа Траванкора, хотя княжество прекратило существовать в день независимости Индии в 1947 году. Потомки Мартанды Вармы правили южной частью Кералы вплоть до 1956 года, когда на её территории возник штат Керала и монархия ушла в прошлое. Храм продолжал находиться под административным управлением бывшего махараджи Шри Читира Тирунала (Sri Chithira Thirunal). Семейная традиция продолжалась ещё два десятилетия, даже после того, как махараджа перешёл к уединённой жизни. После его смерти в 1991 году оставшиеся члены княжеской семьи через специальный некоммерческий фонд взяли храм под свой контроль.
Однако публичные обвинения в хищении храмовых сокровищ привели к смене управления храмом. В 2010 году Верховный суд штата Керала постановил провести инвентаризацию хранилищ храма. После открытия многомиллиардных богатств Верховный суд принял решение о смене порядка управления храмом. Контроль перешёл к местным властям, — правительству штата Керала, — а роль княжеской семьи сузилась до проведения ритуалов и праздников. Княжеская семья продолжали настаивать на том, что сокровища и права на храм принадлежат ей, и обжаловала решение в Верховном суде Индии.
В 2019 году правительство штата Кералы предложило назначить в администрацию храма группу из восьми человек — по образцу управления в Храме Кришны в Гуруваюре. В неё могли бы войти представитель княжеской семьи, главный брахман храма, уполномоченное лицо, отвечающее за храм, а также пять других членов, назначенных правительством.
В июле 2020 года Верховный суд Индии отменил решение верховного суда штата Керала и вернул храм под управление потомков махараджей Траванкора.

## Открытие храмовых сокровищ
Народная молва гласила, что храмовые сокровища запрятаны в подвалах святилища. В прошлые века в день наступления совершеннолетия наследника махараджи Траванкора взвешивали принца и жертвовали храму золото, равное его весу. Изредка местные власти прибегали к финансовой помощи храма. В частности, известно, что в 1855 году правительство столкнулось с финансовыми трудностями и для покрытия расходов прибегло к займу у храма. Британский миссионер Сэмюель Матеер в 1870 году описывал, что в храме есть глубокий колодец, в который из года в год спускают огромные богатства. Исторические архивы храма свидетельствовали о том, что под ним находится, по меньшей мере, шесть хранилищ. В двух хранятся украшения божества, которые ежедневно использовались брахманами для ритуалов. Два других открывались очень редко и скрывали наиболее ценные богатства.
Никто не оспаривал порядок управления храмом вплоть до 2007 года, когда молодой адвокат Ананда Падманабхан подал иск против администрации храма от имени преданных Падманабхи и лидера профсоюза служащих храма. Основанием послужили показания очевидца, по словам которого из святилища были похищены древняя флейта из слоновой кости, кольцо, украшенное девятью драгоценными камнями, серебряный сосуд и другие ценные вещи. Храм слабо охранялся, его группа безопасности состояла из нескольких служащих, вооружённых деревянными палками. Таким образом, сохранность сокровищ оставалась на совести королевской семьи. Несколькими днями позже махараджа Варма дал интервью местной газете Kerala Kaumudi в которой заявил, что храмовые сокровища копятся семьёй Траванкора с 800-х годов и что хранилища не открывались с 1885 года. В 2011 году адвокат и брахман по происхождению Сундарараджан Т. (1941—2011) подал ходатайство в Верховный суд Индии о проведении инвентаризации хранилищ храма. Сундарараджан был дядей Ананда Падманабхана и до адвокатской практики являлся сотрудником национального разведывательного бюро и министерства внутренних дел, где отвечал за безопасность Индиры Ганди.
Верховный суд назначил инспекционную группу для исследования храмовой сокровищницы и подготовки официального отчёта. Под святилищем была обнаружена группа комнат-хранилищ, которые получили нумерацию по первым буквам алфавита: A, B, C, D, E и F. Позже, в 2016 году, были обнаружены новые хранилища, названные G и H, которые остаются закрытыми. Инспекционная группа вскрыла некоторые хранилища и обнаружила за их дверьми храмовые сокровища, копившиеся в течение столетий. Вход в хранилище «А» представлял собой небольшую комнату с прямоугольной плитой, прикрывавшей на полу вход в проход. Под ней вниз шёл узкий проход по лестнице, по которому мог передвигаться только один человек. Корреспондент американского еженедельника The New Yorker цитирует очевидца событий:

Когда они убрали гранитный камень, внизу была почти непроглядная тьма, лишь узкий луч света проникал сквозь дверной проем позади нас. Я заглянул в темное хранилище и то, что я увидел, было похоже на звезды, сверкающие в ночном небе, когда нет Луны. Бриллианты и драгоценные камни сверкали, отражая тусклый свет. Большая часть богатства первоначально хранилась в деревянных ящиках, но со временем они раскололись и превратились в пыль. Драгоценные камни и золото лежали в кучах на пыльном полу. Это было изумительно.
— Halpern J. «The Secret of the Temple»
В сокровищнице были найдены бриллианты, рубины, изумруды, золотые кольца, браслеты, медальоны, а также огромные золотые цепи весом от 3,5 до 10,5 кг, украшенные драгоценными камнями и предназначенные в качестве ожерелий для божества. Золотые монеты охватывали все исторические периоды: римский, наполеоновский, могольский, голландский и другие. Сокровище включало скульптуру божества Падманабхи из чистого золота высотой 1,2 метра и золотые доспехи Падманабхи весом почти 30 килограммов, предназначенные для его украшения в праздничные дни. В хранилищах «C» и «D» были обнаружены праздничные украшения для божества. Среди прочих драгоценностей находились золотой лук и стрела, зонтик с золотыми спицами и золотой трон Падманабхи, инкрустированный сотнями драгоценных камней.
Предварительная оценка сокровищ без учёта антикварной премии составляет около 22 млрд долларов США. Открытие вывело храм на первое место в мире по размеру богатства. Тривандрам быстро получил известность как город, в котором располагается самый богатый храм Индии и мира, оставивший позади известный храм Венкатешвары в Тирумале (Андхра-Прадеш). После перехода под контроль местных властей храм был оснащён металлоискателями и камерами слежения, а его охрана пополнилась двумя сотнями сотрудников, вооружённых автоматами.
Неисследованной осталась комната «B», поскольку группа не смогла открыть её двери. Она считается самой большой и дорогу к ней перекрывают три двери. Королевская семья, храмовые брахманы и верующие убеждены, что открытие последнего хранилища навлечёт несчастье. Убеждение усилилось после внезапной кончины семидесятилетнего юриста Сундарараджана через месяц после вскрытия сокровищницы. Местное поверье гласит, что в 1930-х годах, когда грабители пытались похитить драгоценности, они подверглись нападению огромных ядовитых змей, обитающих в хранилище. Двери последнего хранилища украшены изображениями змей и духов, которые охраняют вход. Считается, что риши во времена правления Мартанды Вармы заперли комнату, наложив на её двери змеиное заклинание. Только святой может снять невидимый барьер, правильно произнеся мантру Гаруде. В XIX столетии, когда в королевстве бушевал голод, власти предприняли попытку вскрыть сокровищницу. За дверями они услышали шум океанических волн и отказались от своих намерений. С тех пор считается, что хранилище соединено с Индийским океаном и открытие дверей может привести к наводнению в городе.
Юридическое разбирательство о собственности на сокровища продолжалось около десятилетия. Вопрос заключался в то, кто является их владельцем — королевская семья, храмовая община брахманов или государство. Причиной спора являлся смешанный характер их происхождения. Некоторые из сокровищ возникли в результате завоеваний раджами соседних территорий, другие получены за счёт взимания местных налогов, наконец, третьи — из пожертвований верующих. В 2018 году королевская семья отклонила предложение властей о создании музея для размещения сокровищ. Члены семьи были согласны только на демонстрацию в проектируемом музее видео с их трёхмерными изображениями.
Часть населения Тривандрама считала, что сокровища должны оставаться нетронутыми, поскольку принадлежат божеству. Их изъятие будет равнозначно оскорблению Падманабхи. Королевская семья разделяла это мнение, полагая также, что она должна сохранить контроль над храмовым имуществом как опекун своего семейного божества. Некоторые политические деятели предлагали использовать сокровища, — не только Храма Падманабхи, но также Гуруваюра и Сабарималы, — для финансирования социально значимых расходов в Керале. На их взгляд, сокровища, пожертвованные обществом, стали нерациональным накоплением богатств.

## Решение Верховного суда Индии
В 2020 году Верховный суд Индии вынес решение о храмовых сокровищах в пользу королевской семьи Траванкора. В ответ на апелляцию королевской семьи, оспаривающую решение Высшего суда Кералы от 2011 года, Верховный суд постановил, что наследники махараджи имеют право на административное управление храмом Падманабхасвами. Права семьи не заканчиваются со смертью махараджи, который в 1949 году подписал соглашение с правительством Индии о присоединении княжеского государства Траванкор к Индийскому Союзу. Тогда соглашение, подписанное махараджей Читира Тирунал Баларама Вармой, предусматривало, что управление храмом будет находиться под контролем правителя Траванкора, который может назначить для этого исполнительное должностное лицо. Верховный суд принял предложение наследников махараджи создать административный комитет для управления храмом из пяти человек. В комитет войдут окружной судья Тривандрама, представитель королевской семьи, представитель правительства Кералы, представитель министерства культуры правительства Индии и главный тантри (брахман) храма. Все члены комитета обязаны исповедовать индуизм. По новому административному порядку, предписанному Верховным судом, по всем вопросам, связанным с храмом, махараджа в роли попечителя будет руководить консультативным комитетом в составе трёх человек. В него войдут отставной судья Высшего суда Кералы, представитель махараджи и сертифицированный бухгалтер. Оба комитета призваны обеспечить сохранность сокровищ, принесённых в дар Падманабхе и принадлежащих храму. Они также должны следить за тем, чтобы все храмовые ритуалы совершались в соответствии как традициям, так и решениям главного тантри храма. Доход, получаемый храмом, и пожертвования паломников должны направляться на улучшение условий для молящихся, религиозные и благотворительные цели, которые консультативный комитет посчитает целесообразными. Суд постановил провести ревизию имущества храма за последние 25 лет. Однако решение, открывать ли для инвентаризации хранилище «B», Верховный суд оставил на усмотрение административного и консультативного комитетов.

## Храмовые праздники
Храм славится своими праздниками, которые проводятся дважды в год. Первый, Алпаши, проходит в октябре-ноябре, второй, Пангуни, — в марте-апреле. Каждый длится по десять дней. На девятый день по городу проходит торжественная процессия с участием махараджи Траванкора. Примечательной особенностью праздника Пангуни является шествие гигантских фигур братьев-Пандавов. В ходе празднования переносное мурти Падманабхи во время процессии путешествует по городу на различных повозках, символизирующих ваханы (ездовых животных и птиц) Вишну. Во время праздника происходит торжественное шествие переносного мурти Падманабхи в сопровождении членов семьи махараджи до берега Индийского океана. Ему предшествует театральная «охота», завершающаяся «убийством» демона, символизирующего зло. Мурти омываются в океанических водах, чтобы очистить их после «кровавой битвы».
Международный аэропорт столицы Кералы является единственным в мире, чью работу приостанавливают два раза в год. Полёты и обслуживание прекращаются ради ежегодной храмовой процессии с участием переносного мурти Падманабхи. Вооружённые сотрудники службы безопасности перекрывают взлётно-посадочную полосу, чтобы божество могло принять ритуальное омовение на близлежащем пляже возле аэропорта (Shangumugham Beach, 8°28′43″ с. ш. 76°54′25″ в. д.). После завершения омовения процессия возвращается ночью обратно в храм тем же путём. Ритуал проводится на протяжении столетий: процессия проходила по одному и тому же маршруту ещё до того, как аэропорт был открыт в 1932 году.
Ещё одним ярким праздником является «Лакшадипа» (Lakshadeepa) или торжество огней. Его название происходит от образа богиня счастья и процветания Лакшми, которая зажигает и держит в руках горящие масляные светильники. Весь храм Падманабхи освещается ста тысячами масляных ламп. «Лакшадипа» происходит раз в шесть лет, отмечалась в 2002, 2008, 2014 годах и будет проводиться в 2020 году.
- Фотогалерея с храмовыми праздниками
- Мурти Нарасимхи и Падманабхи возвращаются после ночного шествия
- Фигура Пандава на празднике Пангуни
- Мурти Кришны участвует в церемониальной процессии к Индийскому океану

## Фильмы о храме и Падманабхе
Открытие огромных сокровищ возродило интерес к истории и культуре Траванкора. В 2011 году в Тривандраме в течение одного дня демонстрировался чёрно-белый немой фильм, снятый в 1933 году и посвящённый бурному периоду в истории княжества. Фильм под названием «Мартандаварма» («Marthandavarma») рассказывает о Мартанде Вараме, основателе современного княжества Траванкор. Его сценарий представляет собой адаптацию исторического романа на языке малаялам, написанного Рамана Пиллаи (1858—1922) и изданного в 1891 году. Продолжительность фильма составляет 110 минут, он начинается с уникальных кадров праздника «аратту», снятого в 1930-х годах. На кадрах запечатлён храм и его обычаи, существовавшие в начале XX века. Однако фильм в своё время не дошёл до широкой публики. Он остался лежать на полке после судебного разбирательства по иску о правах собственности, заявленных потомками автора романа. Спустя десятилетия в 1974 году сохранившаяся единственная копия была обнаружена экс-куратором Национального киноархива Индии П. Наиром и сохранена в архивах города Пуны. В 2011 году фильм был переведён в DVD-формат и демонстрировался на ежегодном международном кинофестивале Filca.
В год открытия сокровищ индийский режиссёр и сценарист П. Биджой запустил производство своего единственного фильма на языке малаялам "Падма-вьюхам. Он представляет собой мистический триллер о событиях вокруг храма. История представлена на фоне княжеского дворца Траванкора и повествует об основании храма, размещении образа Вишну, а также о современном полицейском расследовании ограблений храма и смерти журналиста, который изучал механизмы защиты храма. По соображениям безопасности храмовая администрация не допустила съёмочную группу на территорию храма. Для съёмки сцен в святилище производственная группа построила художественную копию образа Падманабхи длиной 5,5 метров и высотой 3 метра. Фильм вышел на свет в 2012 году.
В 2016 году режиссёр Дж. Ашок заявил, что снимет фильм, посвящённый святилищу в храме Падманабхи.

## Виртуальный тур
В 2019 году Департамент археологии и архивов Кералы выпустил оцифрованный путеводитель, охватывающий около тридцати исторических зданий внутри и вокруг храма Падманабхи. Приложение, названное «Trivandrum Heritage Walk», доступно для любого мобильного устройства и загружается из Google Playstore.